# Carrer de Balmes
El Carrer de Balmes (dedicat al filòsof i religiós català Jaume Balmes) és una de les vies més importants de la ciutat de Barcelona per la seva centralitat i llargària. Juntament amb el Carrer Muntaner és la via més llarga en direcció mar-muntanya. Neix a la cantonada Pelai-Bergara i travessa tot l'Eixample i Sant Gervasi - la Bonanova fins a morir a la plaça de John F. Kennedy molt prop d'on arrenca l'Avinguda del Tibidabo i el traçat del Tramvia Blau.

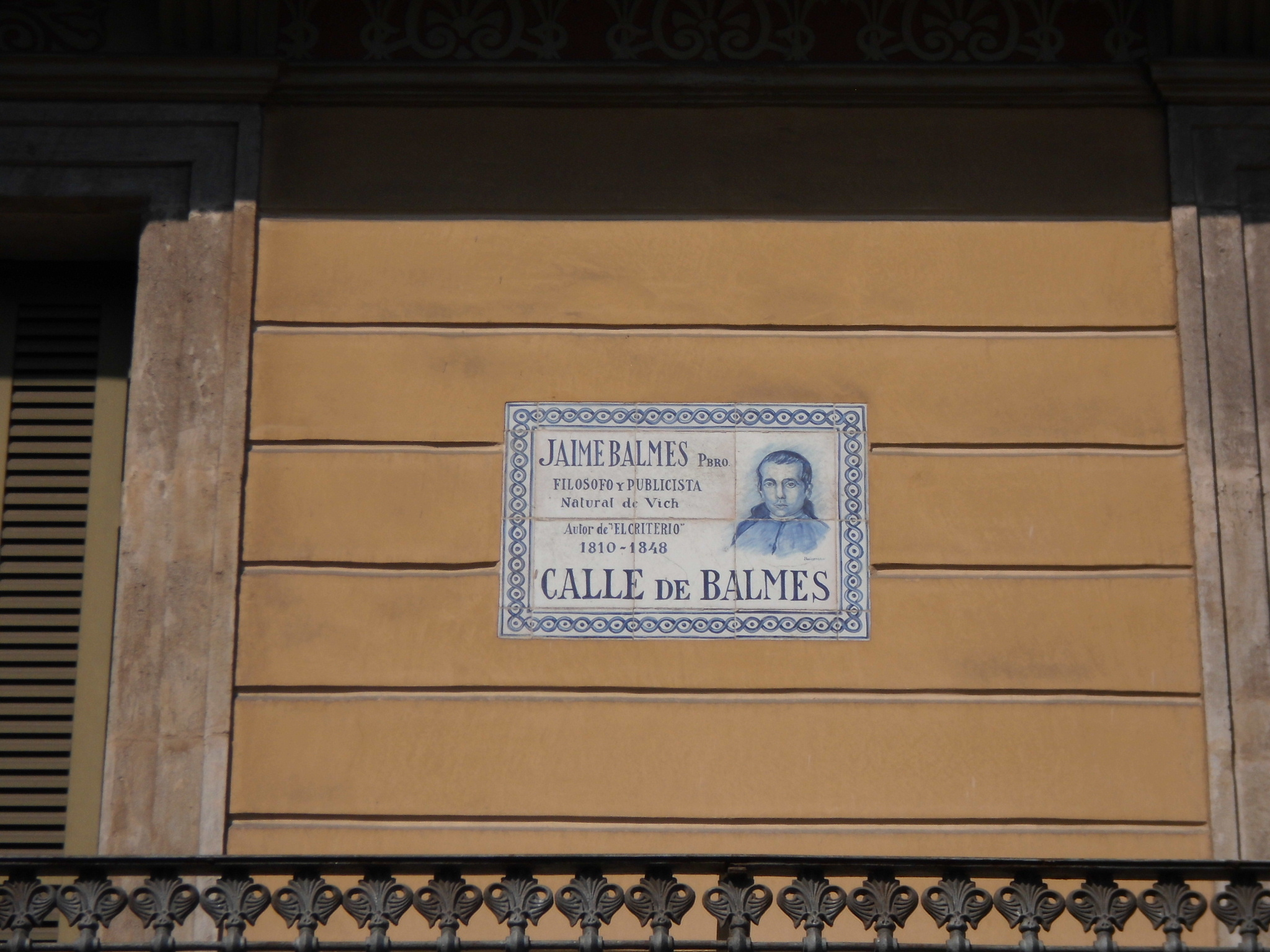
Placa de carrer antiga amb l'efígie del personatge que li dona nom

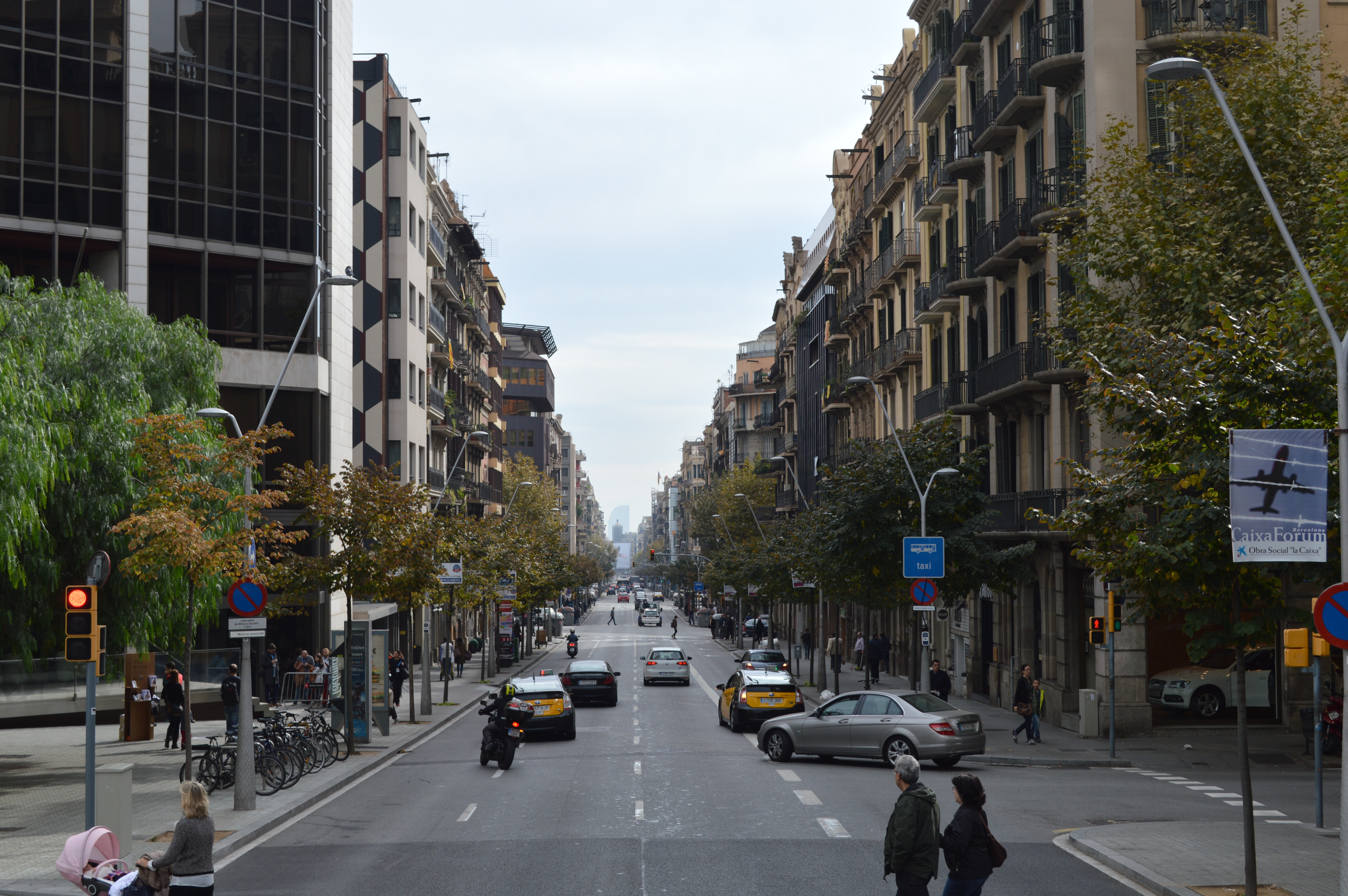
Vista del Carrer de Balmes des de la cruïlla amb París (al fons s'esbossa la silueta de l'Hotel W

El Carrer de Balmes és la frontera entre la Dreta i l'Esquerra de l'Eixample. És un carrer especialment transitat en sentit muntanya-mar amb voreres laterals estretes, ja que té la mateixa amplada que la majoria de carrers de l'Eixample (20 m) però l'espai reservat als cotxes és més gran. Tanmateix al llarg de l'any 2009 s'han anat ampliant les voreres, reduint carrils i plantant arbres al tram Mallorca-Aragó, i l'Ajuntament ha declarat la intenció de fer el mateix en la resta de trams. Actualment la part de l'Eixample no té arbres llevat d'alguns exemplars de lledoners a l'inici del carrer, prop del Carrer de Bergara. De la Diagonal a la Plaça Molina, coincidint amb l'únic tram que no té el subsòl ocupat pel túnel de la Línia 7 del metro de Barcelona, s'hi varen plantar braquiquítons (Brachychyton populneus) i entre la Travessera de Gràcia i el Carrer de la Granada del Penedès es poden veure alguns magnífics exemplars de palmeres datileres aprofitant un eixamplament del carrer. A l'extrem superior del carrer, entre la Plaça de Joaquim Folguera i la Plaça John F. Kennedy el túnel del tren passa més profund (ja que el carrer té més pendent que el tren) i això permet que hi hagi plàtans i oms.
A partir de la Via Augusta és de doble sentit de circulació, i l'últim tram (General Mitre - John F. Kennedy) és més ample.
Per damunt de la Plaça Molina, el seu traçat coincideix amb el de l'antiga Riera de Sant Gervasi, motiu pel qual la urbanització d'aquest tram, realitzada abans de la Guerra Civil fou posterior a la de la major part de la part baixa del barri. Fins que va existir aquest carrer, la comunicació entre Barcelona i el nucli de principal Sant Gervasi (situat al voltant de l'actual Carrer de Sant Gervasi) es feia pel camí que seguia els actuals carrers d'Alfons XII, Atenes i Sant Gervasi (avui en dia interromput entre els carrers de Sant Elies i Copèrnic).
Al Pla Cerdà, del 1859, es preveia que arribés del Carrer Pelai (on ara comença) fins a la Diagonal, i la seva prolongació a Sant Gervasi no es va projectar fins al 1908, unint el tram existent amb l'Avinguda del Tibidabo.
El nom de carrer de Balmes és el seu nom original, que va rebre el 1863 el tram barceloní (o sigui, el tram inferior que ja pertanyia en aquell temps al terme de Barcelona). A Sant Gervasi hi havia també un carrer de Balmes, molt més modest, i en produir-se l'agregació a Barcelona es decidí canviar-li el nom per l'actual de Carrer de Munner, per evitar una duplicitat.